# Wanda Ciarkowska
 Wanda Zofia Ciarkowska  (ur. 23 lutego 1948, zm. 25 lipca 2023) – polska psycholożka, doktor habilitowana, nauczycielka akademicka.

## Życiorys
W 1971 ukończyła psychologię na Uniwersytecie Warszawskim, a w 1978 roku otrzymała stopień doktora nauk humanistycznych nadany przez Wydział Psychologii Uniwersytetu Warszawskiego. W 1991 roku uchwałą tego samego wydziału uzyskała habilitację w zakresie nauk humanistycznych. Od 1995 roku profesor nadzwyczajna UW. Obecnie profesor nadzwyczajna na Wydziale Psychologii Wyższej Szkoły Finansów i Zarządzania w Warszawie i w Katedrze Psychologii Różnic Indywidualnych na Uniwersytecie Warszawskim.
Brała udział w 15 międzynarodowych konferencjach. Współpracowała m.in. z University of British Columbia w Vancouver w Kanadzie i z Wydziałem Psychologii Uniwersytetu w Grazu (Austria). Od 2010 członkini Komisji ds. Finansowania Badań na Uniwersytecie Warszawskim. Zajmuje się problematyką różnic indywidualnych w zakresie ludzkiego zegara biologicznego. Właściwość ta, określana chronotypem lub też usytuowaniem jednostki na wymiarze ranności-wieczorności, dotyczy odmiennych preferencji co do pory doby, optymalnej ze względu  na  funkcjonowanie  poznawcze, reagowanie emocjonalne oraz przebieg kontaktów społecznych.

## Wybrane publikacje
- Jankowski  K., Ciarkowska W., Diurnal variation in energetic arousal, tense arousal, and hedonic tone in extreme morning and evening types, [w:] Chronobiology International,2008 s. 577–595.
- Matczak A., Piotrowska A., Ciarkowska W., Skala Inteligencji D. Wechslera dla Dzieci – wersja zmodyfikowana (WISC-R), Warszawa, 2008.
- Ciarkowska W., Oniszczenko W., Wkład chronopsychologii do wiedzy o inteligencji i jej pomiarze, [w:] Szkice z psychologii różnic indywidualnych. Warszawa 2008, s. 45-53.
- Ciarkowska W., Oniszczenko W., Szkice z psychologii różnic indywidualnych, Warszawa, 2008.
- Ciarkowska W., Przyczyny i przejawy różnic indywidualnych w przebiegu rytmów okołodobowych u ludzi, [w:] Psychologia różnic indywidualnych, Gdańsk 2003, s. 182-211.
- Ciarkowska, W., Znaczenie automatyzmów biologicznych i psychicznych w przystosowaniu do otoczenia, [w:] Natura Automatyzmów, Warszawa 2002, s. 95-100.
- Ciarkowska W., Różnice indywidualne w funkcjonowaniu ludzkiego zegara biologicznego na przykładzie przebiegu dobowego rytmu snu i czuwania osób o chronotypie porannym lub wieczornym, [w:] Życie na czas, red. G. Sędek i S. Bedyńska, Warszawa 2001, s. 153–188.
- Ciarkowska, W., Chronotyp jako przejaw różnic indywidualnych w przebiegu rytmów dobowych u ludzi, [w:] Różnice indywidualne: wybrane badania inspirowane Regulacyjną Teorią Temperamentu Profesora Jana Strelaua, Warszawa 2001, s. 71-99.
- Ciarkowska, W., Matczak, A., Różnice indywidualne: wybrane badania inspirowane Regulacyjną Teorią Temperamentu Profesora Jana Strelaua, Warszawa 2001.

## Projekty badawcze
- Badania statutowe realizowane na Wydziale Psychologii UW: 16 programów badawczych
- 1986–1990 Udział w programie: Indywidualne możliwości i preferencje jako psychologiczne czynniki wpływające na rozwój i efektywność działania
- 1996–2000 Dobowy rytm aktywności poznawczej: rola chronotypu oraz rodzaju zaangażowanych procesów poznawczych – samodzielnie zrealizowany program badawczy finansowany z funduszy KBN
- 2007–2009 Grant promotorski: Psychospołeczne uwarunkowania różnic między kobietami i mężczyznami w zdolnościach matematycznych (numer N10601232/0825)

## Nagrody i wyróżnienia
- 1976 – dwukrotnie nagroda Rektora UW
- 1977 – nagroda zespołowa III stopnia Ministra Nauki, Szkolnictwa Wyższego i Techniki
- 1987 – nagroda Rektora UW
- 2001–2002 – stypendium naukowe Rektora UW